# 제임스 기번스
제임스 기번스(영어: James Gibbons, 1834년 7월 23일 ~ 1921년 3월 24일)는 미국 볼티모어 출신의 아일랜드계 로마 가톨릭교회 추기경이다. 26세에 사제로 서품되었고, 1872년부터 1877년까지 리치먼드 교구장으로 재직하였으며, 1877년부터 그가 선종한 1921년까지 볼티모어 대교구장에 재직하던 중에 1886년 추기경에 서임되었다.

## 젊은 시절과 교육
제임스 기번스는 미국 메릴랜드주 볼티모어에서 토머스 기번스와 브리짓 기번스 사이에 태어난 여섯 명의 자녀 가운데 넷째 아들이다. 그의 부모는 아일랜드 마요 지방에서 미국으로 온 이민자들이었다. 1839년 제임스 기번스가 폐결핵에 걸리자 그의 아버지 토머스는 다시 고향인 아일랜드로 이주하였다. 왜냐하면 미국보다는 더 깨끗한 아일랜드의 공기가 아이의 건강에 이로울 것이라고 생각했기 때문이다. 그곳에서 토머스는 볼린롭 식품점을 운영하였으며, 1847년에 세상을 떠났다. 그의 어머니 브리짓은 가족을 이끌고 다시 미국으로 건너가 뉴올리언스에 자리 잡았다.

## 사제품
1855년, 제임스 기번스는 엘리코트시티에 있는 성 가롤로 대학에 입학하였다. 1857년 세인트찰스 대학을 졸업한 후, 볼티모어에 있는 성 마리아 신학교에 입학하였다. 1861년 6월 30일, 기번스는 사제 서품을 받았다. 그는 한동안 세인트패트릭 성당에서 보좌신부로 근무하다가 6주 후에 세인트브리짓 성당의 초대 주임 신부로 전근을 갔다. 1865년, 제임스 기번스는 마르틴 존 스팔딩 대주교의 개인 비서가 되었다. 1866년에 그는 제2차 볼티모어 전국 공의회를 준비하는 것을 도왔다. 스팔딩 대주교의 제안에 따라 전국공의회에 참석한 사제들은 노스캐롤라이나에 교황대리구를 신설하는 것과 제임스 기번스를 새로 신설한 교황대리구의 장(長)으로 추대하기로 결의하였다.

## 주교품

제임스 기번스 추기경의 문장

1868년 3월, 제임스 기번스는 교황 비오 9세에 의해 노스캐롤라이나의 교황대리 및 아드라미티움의 명의주교로 임명되었다. 이어서 8월 15일에는 주교로 서임되었다. 당시 그의 나이가 34세로 전 세계 가톨릭 주교 가운데 가장 젊은 축에 속하였다. 그래서 ‘소년 주교’라고 불렸다. 그의 사목 구역인 노스캐롤라이나 전 지역은 가톨릭 신자가 700명도 채 안되었다. 제임스 기번스는 4주 안에 노스캐롤라이나 지역 내 여러 도시와 선교지역을 두루 돌아다니면서 강론을 하고 성사를 집전하였다. 이때 그가 여행한 거리가 어림잡아 거의 1천 마일에 달하는 것으로 파악된다. 제임스 기번스는 또한 노스캐롤라이나 지역의 수많은 개신교인들과 친분을 쌓았으며 그들의 예배당에서도 설교를 하였다. 이 과정에서 제임스 기번스는 많은 사람을 가톨릭교회에 입교시켰는데, 기존의 입교서들로는 개종한 교우들을 이해시키기에는 힘들다고 판단하여, 스스로 새로운 입교서를 쓰기로 마음 먹었다. 그리하여 오랜 세월 동안 개신교 측이 제기한 여러 사항에 대하여, 가톨릭교회의 정통성과 교회 권위의 정당성을 설명하기 위해 나온 것이 바로 《교부들의 신앙》이다.
제임스 기번스는 기독교를 주제로 한 다양한 강론과 강의를 통하여 점차 사람들 사이에서 자신의 인지도를 높여갔으며, 나중에는 미국 내 종교 인물 가운데 가장 대중적이면서 인기 있는 거물로 자리잡았다. 그는 앤드류 존슨, 워런 G. 하딩 등 미국 대통령들과도 만나 그들에게 조언을 아끼지 않았다.
1869년에서 1870년까지 제임스 기번스는 제1차 바티칸 공의회에 참석하고자 로마를 방문하였다. 당시 그의 나이는 35세로 미국 주교단 가운데 가장 나이가 어린 주교였으며, 전체 주교단 중에서는 두 번째로 어린 주교였다.
1872년 7월 30일, 제임스 기번스는 리치먼드의 교구장 주교로 임명되었다. 그해 8월 20일 주교좌에 착좌하였으며, 1877년 5월까지 머무르다가 대주교로 승품됨과 동시에 볼티모어 대교구의 부교구장 대주교가 되었다. 그해 8월, 볼티모어 대교구장 제임스 루스벨트 베일리 대주교가 선종하자 그의 뒤를 이어 볼티모어 대교구장에 임명되었다.
1886년, 제임스 기번스는 미국인으로서는 두 번째로 추기경에 서임되었다. 1887년 제임스 기번스는 미국 가톨릭 대학교를 세우고 그곳의 초대 학장으로 부임하였다.

## 유산
미국 대통령 윌리엄 하워드 태프트는 1911년 50주년 기념식에서 제임스 기번스 추기경의 공헌을 크게 치하하였다. 1917년, 시어도어 루스벨트 대통령은 기번스 추기경을 가장 훌륭하고 존경스러운 미국인이라고 치켜세웠다.
말년에 제임스 기번스는 미국 가톨릭교회를 대표하는 얼굴로 인식되었으며, 그가 선종했다는 소식을 접하고 많은 사람이 슬퍼하였다. 제임스 기번스는 미국 내 노동운동을 지지한 것으로 정평이 나있으며, 그의 이름을 따서 수많은 학교가 세워진 것으로도 유명하다.
기독교 성직자들을 가혹하게 비평하기로 유명했던 멘켄도 1921년 기번스 추기경이 선종하자 “최소한 한 명 이상의 대통령이 추기경의 조언을 얻으려고 했었다. 그는 대단히 현명한 사람이었으며, 정치적으로 봤을 때 가장 분별력 있는 사람이었다. 그리고 교회를 침체 상태로 끌고 가거나 궁지에 몰리게 한 적도 없었다.”라며 칭송하였다.
1932년, 조각가 레오 렌텔리는 제임스 기번스 추기경을 기리고자 제임스 기번스 추기경 기념상을 조각해 워싱턴 D.C.에 설치하였다.

## 같이 보기
- 미국의 로마 가톨릭교회
- 교황 무류성

## 주요 저서
- 《교부들의 신앙(en)》 (1876)

| 전임 존 맥길 | 리치먼드 교구장 1872년 - 1877년 | 후임 존 조셉 킨 |

| 전임 제임스 루스벨트 베일리 | 볼티모어 대교구장 1877년 - 1921년 | 후임 마이클 조셉 컬리 |